# لعبة اختباء وبحث (رواية)
لعبة اختباء وبحث (بالإنجليزية: A Game of Hide and Seek)‏ هي رواية للكاتبة البريطانية إليزابيث تايلور، نشرت عام 1951، لأول مرة عن دار نشر بيتر ديفيس في المملكة المتحدة وألفريد كنوبف في الولايات المتحدة.